# Edmond (Oklahoma)
Edmond – miasto w Stanach Zjednoczonych, w stanie Oklahoma, w hrabstwie Oklahoma. Według danych z 2021 roku liczy 95,3 tys. mieszkańców i jest 5. co do wielkości miastem Oklahomy. Należy do obszaru metropolitalnego Oklahoma City.
We wschodniej części miasta znajduje się sztuczne Jezioro Arkadia znane z możliwości rekreacji i wędkowania. W Edmond znajduje siedziba i główny kampus Life.Church – największego pod względem uczestników wielokampusowego megakościoła w Stanach Zjednoczonych.

## Ludzie urodzeni w Edmond
- Hayley McFarland (ur. 1991) – amerykańska aktorka, piosenkarka i tancerka
- Ekpe Udoh (ur. 1987) – koszykarz pochodzenia nigeryjskiego
- Josh Richardson (ur. 1993) – koszykarz
- Mat Hoffman (ur. 1972) – sportowiec BMX
- Daryl Dike (ur. 2000) – piłkarz, reprezentant Stanów Zjednoczonych